# Coldset Printing Partners
Coldset Printing Partners is een Belgisch drukkersbedrijf dat in 2010 - als joint venture - werd opgericht door de krantenuitgeverijen Concentra en Corelio.
De drukkerijen van Coldset Printing Partners zijn gevestigd in Paal en in Groot-Bijgaarden en geeft de gelegenheid elkaars kranten te drukken. Zo kunnen die, door de geografische spreiding, dichter bij de distributiepunten worden gedrukt en vroeger worden bedeeld en gepost.
Voor Corelio Printing zijn dat De Standaard, Het Nieuwsblad, De Gentenaar en Vers l’Avenir. Voor Concentra zijn dat Gazet van Antwerpen, Het Belang van Limburg en Metro.
Buiten de druktijd van de krant worden de persen ter beschikking gesteld aan andere klanten en uitgevers.
Sedert midden 2019 is de vestiging in Brussel gesloten.